# Hollywood (chanson de Jay-Z)
Pour les articles homonymes, voir Hollywood (homonymie).
Hollywood est une chanson du rappeur américain Jay-Z et de la chanteuse américaine de R&B Beyoncé. Elle est issue de l'album studio de Jay-Z, Kingdom Come et est sortie le 23 janvier 2007.